# Bundestagswahlkreis Schwäbisch Hall – Hohenlohe
Der Wahlkreis Schwäbisch Hall – Hohenlohe (2005: Wahlkreis 269, 2009: Wahlkreis 268) ist seit 1980 ein Bundestagswahlkreis in Baden-Württemberg.

## Wahlkreis
Der Wahlkreis umfasst zur Bundestagswahl 2021 die vollständigen Landkreise Hohenlohekreis und Landkreis Schwäbisch Hall mit insgesamt 46 Städten und Gemeinden, darunter die Städte und Gemeinden Bretzfeld, Dörzbach, Forchtenberg, Ingelfingen, Krautheim, Künzelsau, Kupferzell, Mulfingen, Neuenstein, Niedernhall, Öhringen, Pfedelbach, Schöntal, Waldenburg, Weißbach und Zweiflingen aus dem Hohenlohekreis sowie die Städte und Gemeinden Blaufelden, Braunsbach, Bühlertann, Bühlerzell, Crailsheim, Fichtenau, Fichtenberg, Frankenhardt, Gaildorf, Gerabronn, Ilshofen, Kirchberg an der Jagst, Kreßberg, Langenburg, Mainhardt, Michelbach an der Bilz, Michelfeld, Oberrot, Obersontheim, Rosengarten, Rot am See, Satteldorf, Schrozberg, Schwäbisch Hall, Stimpfach, Sulzbach-Laufen, Untermünkheim, Vellberg, Wallhausen und Wolpertshausen aus dem Landkreis Schwäbisch Hall. Der Wahlkreis wurde bisher stets vom jeweiligen Direktkandidaten der CDU gewonnen.
Bei der Bundestagswahl 2021 waren 225.874 Einwohner wahlberechtigt.

## Wahlkreisgeschichte
Der Wahlkreis wurde unter dem Namen Schwäbisch Hall zur Bundestagswahl 1980 neu eingerichtet. Die Gemeinden des Wahlkreises gehörten vorher zu den Wahlkreisen Crailsheim und Schwäbisch Gmünd – Backnang.
| Wahl      | Wahlkreisname                   | Gebiet                                    |
| --------- | ------------------------------- | ----------------------------------------- |
| 1980–1990 | 172 Schwäbisch Hall             | Landkreis Schwäbisch Hall, Hohenlohekreis |
| 1994–1998 | 172 Schwäbisch Hall – Hohenlohe | Landkreis Schwäbisch Hall, Hohenlohekreis |
| 2002–2005 | 269 Schwäbisch Hall – Hohenlohe | Landkreis Schwäbisch Hall, Hohenlohekreis |
| seit 2009 | 268 Schwäbisch Hall – Hohenlohe | Landkreis Schwäbisch Hall, Hohenlohekreis |

## Wahlkreisabgeordnete
| Wahl | Abgeordneter | Abgeordneter          | Partei | Stimmen in % |
| ---- | ------------ | --------------------- | ------ | ------------ |
| 1980 |              | Philipp Jenninger     | CDU    |              |
| 1983 |              | Philipp Jenninger     | CDU    |              |
| 1987 |              | Philipp Jenninger     | CDU    |              |
| 1990 |              | Wolfgang von Stetten  | CDU    |              |
| 1994 |              | Wolfgang von Stetten  | CDU    |              |
| 1998 |              | Wolfgang von Stetten  | CDU    |              |
| 2002 |              | Christian von Stetten | CDU    |              |
| 2005 | 46,5         | Christian von Stetten | CDU    |              |
| 2009 | 43,3         | Christian von Stetten | CDU    |              |
| 2013 | 52,3         | Christian von Stetten | CDU    |              |
| 2017 | 40,5         | Christian von Stetten | CDU    |              |
| 2021 | 32,1         | Christian von Stetten | CDU    |              |
| 2025 | 36,4         | Christian von Stetten | CDU    |              |

## Wahlergebnisse

### Bundestagswahl 2025
| Kandidaten                                            | Kandidaten                         | Parteien/Listen       | Erststimmen | Erststimmen | Zweitstimmen | Zweitstimmen |
| Kandidaten                                            | Kandidaten                         | Parteien/Listen       | Stimmen     | %           | Stimmen      | %            |
| ----------------------------------------------------- | ---------------------------------- | --------------------- | ----------- | ----------- | ------------ | ------------ |
|                                                       | Christian von Stettengewählt im WK | CDU                   | 67.218      | 36,4        | 58.817       | 31,8         |
|                                                       | Kevin Leiser                       | SPD                   | 27.499      | 14,9        | 24.445       | 13,2         |
|                                                       | Harald Ebner                       | Bündnis 90/Die Grünen | 18.528      | 10,0        | 18.083       | 9,8          |
|                                                       | Valentin Christian Abel            | FDP                   | 8.307       | 4,5         | 10.582       | 5,7          |
|                                                       | Benjamin Pascal Götz               | AfD                   | 44.363      | 24,0        | 46.424       | 25,1         |
|                                                       | Ellena Nilima Schumacher-Koelsch   | Die LINKE             | 8.902       | 4,8         | 9.845        | 5,3          |
|                                                       | Thomas Wilhelm                     | dieBasis              | 2.067       | 1,1         | 1.116        | 0,6          |
|                                                       | Falko Karl Bortt                   | FREIE WÄHLER          | 4.614       | 2,5         | 2.862        | 1,5          |
|                                                       | –                                  | Tierschutzpartei      | –           | –           | 1.525        | 0,8          |
|                                                       | Marc Kadkalov                      | Die PARTEI            | 1.719       | 0,9         | 896          | 0,5          |
|                                                       | Andre Pascal Reinhardt             | Volt                  | 1.477       | 0,8         | 1.105        | 0,6          |
|                                                       | –                                  | ÖDP                   | –           | –           | 460          | 0,2          |
|                                                       | –                                  | Bündnis C             | –           | –           | 529          | 0,3          |
|                                                       | –                                  | MLPD                  | –           | –           | 70           | 0,0          |
|                                                       | –                                  | BÜNDNIS DEUTSCHLAND   | –           | –           | 266          | 0,1          |
|                                                       | –                                  | BSW                   | –           | –           | 7.992        | 4,3          |
| Gesamt                                                | Gesamt                             | Gesamt                | 184.694     | 100         | 185.017      | 100          |
|                                                       |                                    |                       |             |             |              |              |
| Quellen: Die Bundeswahlleiterin, Kandidaten – Stimmen |                                    |                       |             |             |              |              |

### Bundestagswahl 2021
| Direktkandidat        | Partei                | Erststimmen in % | Zweitstimmen in % |
| --------------------- | --------------------- | ---------------- | ----------------- |
| Christian von Stetten | CDU                   | 32,1             | 24,5              |
| Kevin Leiser          | SPD                   | 19,6             | 21,8              |
| Harald Ebner          | Bündnis 90/Die Grünen | 15,1             | 13,3              |
| Valentin Abel         | FDP                   | 11,7             | 16,3              |
| Jens Moll             | AfD                   | 12,0             | 12,7              |
| Cedric Schiele        | Die LINKE             | 2,4              | 2,9               |
| —                     | Tierschutzpartei      | —                | 1,2               |
| Knud Wetzel           | Die PARTEI            | 1,4              | 1,0               |
| Jürgen Braun          | FREIE WÄHLER          | 2,0              | 1,7               |
| —                     | PIRATEN               | —                | 0,4               |
| Friedrich Zahn        | ÖDP                   | 0,7              | 0,4               |
| —                     | NPD                   | —                | 0,2               |
| —                     | DiB                   | —                | 0,1               |
| Karl Wilhelm Maier    | MLPD                  | 0,1              | 0,0               |
| —                     | DKP                   | —                | 0,0               |
| Marcus Rohrbach       | dieBasis              | 2,9              | 2,3               |
| —                     | Bündnis C             | —                | 0,4               |
| —                     | BÜRGERBEWEGUNG        | —                | 0,1               |
| —                     | BÜNDNIS21             | —                | 0,0               |
| —                     | LKR                   | —                | 0,0               |
|                       | Die Humanisten        | —                | 0,1               |
| —                     | Gesundheitsforschung  | —                | 0,1               |
| —                     | Team Todenhöfer       | —                | 0,2               |
| —                     | Volt                  | —                | 0,2               |

### Bundestagswahl 2017
Zur Bundestagswahl am 24. September 2017 kandidieren die folgenden Direktkandidaten:
| Direktkandidat          | Partei    | Erststimmen in % | Zweitstimmen in % |
| ----------------------- | --------- | ---------------- | ----------------- |
| Christian von Stetten   | CDU       | 40,5             | 34,3              |
| Annette Sawade          | SPD       | 18,5             | 16,2              |
| Harald Ebner            | GRÜNE     | 12,6             | 12,1              |
| Valentin Christian Abel | FDP       | 8,4              | 12,7              |
| Stefan Thien            | AfD       | 13,5             | 14,6              |
| Kai Bock                | Die Linke | 4,3              | 5,6               |
| Alexander Brandt        | Piraten   | 0,9              | 0,5               |
| Friedrich Zahn          | ÖDP       | 1,1              | 0,6               |
| Karl Wilhelm Maier      | MLPD      | 0,2              | 0,1               |

### Bundestagswahl 2013
Bei der Bundestagswahl am 22. September 2013 standen folgende Kandidaten zur Wahl:
| Direktkandidat        | Partei    | Erststimmen in % | Zweitstimmen in % |
| --------------------- | --------- | ---------------- | ----------------- |
| Christian von Stetten | CDU       | 52,3             | 46,6              |
| Annette Sawade        | SPD       | 22,9             | 20,0              |
| Stephen Brauer        | FDP       | 3,9              | 6,6               |
| Harald Ebner          | GRÜNE     | 10,0             | 10,0              |
| Florian Vollert       | DIE LINKE | 4,3              | 4,8               |
| Alexander Brandt      | PIRATEN   | 2,7              | 2,2               |
| Friedrich Kellermann  | NPD       | 2,0              | 1,4               |
| Peter Gansky          | ÖDP       | 1,8              | 0,8               |
| -                     | AfD       | -                | 4,99              |

### Bundestagswahl 2009
Die Bundestagswahl 2009 hatte folgendes Ergebnis:
| Direktkandidat        | Partei                               | Erststimmen in % | Zweitstimmen in % | Bundestagswahl 2005 Zweitstimmen in % |
| --------------------- | ------------------------------------ | ---------------- | ----------------- | ------------------------------------- |
| Christian von Stetten | CDU                                  | 43,3             | 34,7              | 39,9                                  |
| Annette Sawade        | SPD                                  | 21,5             | 18,4              | 30,0                                  |
| Stephen Brauer        | FDP                                  | 13,1             | 18,9              | 11,6                                  |
| Harald Ebner          | GRÜNE                                | 12,0             | 13,1              | 9,2                                   |
| Silvia Ofori          | DIE LINKE                            | 7,2              | 7,6               | 3,7                                   |
| Lars Gold             | NPD                                  | 2,2              | 1,6               | 1,6                                   |
| —                     | REP                                  | —                | 1,0               | 1,4                                   |
| —                     | PBC                                  | —                | 0,8               | 1,2                                   |
| —                     | MLPD                                 | —                | 0,1               | 0,1                                   |
| —                     | BüSo                                 | —                | 0,1               | 0,1                                   |
| —                     | Volksabstimmung                      | —                | 0,3               | —                                     |
| —                     | ADM                                  | —                | 0,0               | —                                     |
| —                     | DVU                                  | —                | 0,1               | —                                     |
| —                     | DIE VIOLETTEN                        | —                | 0,2               | —                                     |
| —                     | Die Tierschutzpartei                 | —                | 0,7               | —                                     |
| —                     | ödp                                  | —                | 0,6               | —                                     |
| —                     | PIRATEN                              | —                | 1,9               | —                                     |
| Hans-Jürgen Lange     | Einzelbewerber (Für Volksentscheide) | 0,7              | —                 | —                                     |

### Bundestagswahl 2005
| Direktkandidat        | Partei    | Erststimmen in % | Zweitstimmen in % | Bundestagswahl 2002 Zweitstimmen in % |
| --------------------- | --------- | ---------------- | ----------------- | ------------------------------------- |
| Christian von Stetten | CDU       | 46,5             | 39,9              | 43,5                                  |
| Hermann Bachmaier     | SPD       | 32,0             | 30,0              | 31,8                                  |
| Marcus Wewer          | GRÜNE     | 7,1              | 9,2               | 10,2                                  |
| Ulrich Heinrich       | FDP       | 7,1              | 11,6              | 9,3                                   |
| —                     | REP       | —                | 1,4               | 1,3                                   |
| Adelheid Scharf       | Die Linke | 3,4              | 3,7               | 0,9                                   |
| Torsten Krause        | PBC       | 1,6              | 1,2               | 0,9                                   |
| Matthias Brodbeck     | NPD       | 2,2              | 1,6               | 0,4                                   |
| —                     | GRAUE     | —                | 0,4               | 0,1                                   |
| —                     | BüSo      | —                | 0,1               | 0,0                                   |
| —                     | FAMILIE   | —                | 0,8               | —                                     |
| —                     | MLPD      | —                | 0,1               | —                                     |